# The Korgis
The Korgis é uma banda de rock progressivo e pop britânica.

## Discografia

### Álbuns
- The Korgis (1979)
- Dumb Waiters (1980)
- Sticky George (The Korgis/James Warren & The Korgis, 1981)
- Burning Questions (lançado como álbum solo de  James Warren, 1986)
- This World's For Everyone (1992)
- Kollection (2005)
- Unplugged (2006)
- Folk & Pop Classics (2007) (READER'S DIGEST MUSIC)

### Compilações
- The Best of The Korgis (1983)
- Archive Series (1997)
- Greatest Hits (2001)
- Klassics - The Best Of The Korgis (2001)
- Don't Look Back - The Very Best Of The Korgis (2 CDs) (2003)

### Trilha Sonora
- Don't Look Back em Sol de Verão Internacional - Somlivre (1983)